# 1 perc és nyersz!
Az 1 perc és nyersz! az RTL 2012. február 27-én indult szórakoztató vetélkedője. Műsorvezetője Sebestyén Balázs. A műsor háttérhangja, aki elmagyarázza minden egyes játék előtt a szabályokat, Györgyi Anna.

## Szabályok
A játék lényege, hogy a versenyző 1 perc alatt teljesítse a feladatát, ha ez sikerül, megszerzi az adott szinten elvihető összeget (ha egy szintet megnyer, annyi pénze lesz/lásd alább). Minden szinten, a következő játék ismertetése előtt, a játékos megállhat, ez esetben elviszi az addig összegyűjtött összeget, hiszen ha nem sikerül a feladatot 60 másodperc alatt teljesíteni, a versenyző kieshet, és a játéknak vége. A versenyző 3 élettel rendelkezik, tehát ha egy versenyszám nem sikerül elsőre, újra nekifuthat. Vannak garantált nyeremények is (lásd alább), amiket, ha a versenyző elér, akár nyer a következő játékokban, akár veszít, biztosan a magáénak tudhat.
A 2012. októberi adásokban már párosok is megmérettethették magukat, új, csapatmunkát igénylő feladatokkal. Egyéni feladatokat is kaphattak (ezekről a feladat megnézése előtt el kellett dönteni, hogy ki fogja csinálni).

## Nyeremények
Alulról fölfelé haladva nyerhetőek el az összegek. A félkövérrel jelölt összegek a garantált nyereményeket jelölik.
A nem garantált összegeket csak az adott feladat után lehetett elvinni.
| 10,000,000 |
| ---------- |
| 8,000,000  |
| 6,000,000  |
| 3,000,000  |
| 2,000,000  |
| 1,000,000  |
| 500,000    |
| 250,000    |
| 100,000    |
| 50,000     |

## Játékok
- A pontosság hálójában. A játékhoz felállítanak egy teniszütőt, és rajta áll egy teniszlabda. A játékosnak át kell juttatni egy cukorkát a háló egyik lyukán egy vödörbe úgy, hogy az ütő és a labda a helyén marad.
- Amerikai foci. Páros játék. Egy karikán kell mindkét játékosnak egy-egy tekercs WC-papírt átjuttatni úgy, hogy a lábuk közt küldik hátra.
- Amőba. A játékos fehér és narancssárga pingponglabdákat dobál vizespoharakba. Ha egybe betalál, a másik színnel kell próbálkoznia. A cél, hogy a kilenc pohárban, amelyek 3x3-as négyzetben állnak, az amőba szabályainak megfelelően három fehér vagy három narancssárga labda legyen egy sorban.
- Anyacsavar. Egy tálcára kell 10 anyacsavarból egy evőpálcikával tornyot építeni, aminek 3 másodpercig kell állnia.
- Békaember. A játékosnak egy pár békatalp segítségével kell tortillatekercseket felrúgni, majd ötből legalább egyet a fejen rögzített tányérral elkapni
- Betelt a pohár. A játékos pingponglabdákat dobál poharakba. Ha a pohárban, amivel próbálkozik, még nincs labda, próbálkozhat, míg nem sikerül, de ha már egy labda benne van, és nem sikerül a következő, a másik pohárral kell próbálkozni. A cél az, hogy egy pohárban öt pingponglabda legyen.
- Bírom a búrád. A játékosnak bekötött szemmel kell a fejére tennie egy lámpabúrát. Nem olyan könnyű, mint aminek hangzik, mert vakon nehezebb navigálni, a búra meg egy „horgászboton” lóg.
- Bolhakosár. Hat gyűszűbe kell belepattintani egy-egy üveggolyót.
- Bólints rá!. A homlokra akasztott lépésszámlálóval egy percig kell bólogatni és legalább 125 pontot elérni.
- Buborékhajsza. Egy szappanbuborékot kell fújás segítségével átjuttatni egy hulahopp-karikán.
- Búvártenisz. Páros játék. Békatalpakat használva teniszütőnek kell eljuttatni egy pingponglabdát egy célzónába. A labdának felváltva kell pattannia a talpakon.
- Céllövölde. Egy gumigyűrű segítségével kell lelőni 6 piramisként felállított üdítős dobozt.
- Célzóna. A játékosnak három vödörbe kell két kifeszített zsinóron elvezetni egy labdát, majd az adott pillanatban megrántva beleejteni. A vödrök egyre távolabb vannak egymástól.
- Centrifuga. A játékos berak egy üveggolyót egy pohárba, egy asztalon a lefordított pohárban megpörgeti a labdát, majd a centrifugális erő segítségével bent tartva átviszi egy másik asztalhoz egy tálba. Ennek háromszor kell sikerülnie.
- Ciklon. A játékosnak úgy kell három poharat megforgatni, hogy a bennük lévő üveggolyók három másodpercig egyszerre forogjanak.
- Cukorkaland. Egy csomag cukorkát kell szín szerint különböző poharakba szétválogatni. Csak egy kéz használható, egyszerre csak egy cukrot lehet felvenni, a sorrend pedig: piros, narancssárga, sárga, zöld, kék.
- Cukorkalift. A "lift" két ceruzából és két zsinórból áll, utóbbiakat a fülek mögött átvezetve, a zsinórokat húzva kell felhúzni egyszerre három cukorkát a játékos szájáig. A cukrok egyszer sem eshetnek le. A feladatot nehezíti, hogy a játékos egy emelvényen áll.
- Csavartorony. Az Anyacsavarhoz hasonló feladat, de itt stabil felületre kell építeni a tornyot.
- Csavartrükk. Nyolc anyapáros csavarból kell egy vonalzóval tornyot építeni.
- Csere-bere. A játékos az egyik kezében három teli, a másikban három üres üdítős dobozt tart. A dobozokat két kéz segítségével kell megcserélni, majd lerakni az asztalra. A dobozok nem eshetnek le, és nem érhetnek a játékos testéhez.
- Cseresznyecsali. Három szem zsinóron lelógatott cseresznyét kell a játékosnak olyan erővel megfújnia, hogy ha visszalendül, be tudja kapni.
- Csizma az asztalon. A játékosnak a tőle két és fél méterre lévő asztalra kell cipőket rugdosni, tíz cipőből egynek fönt kell maradnia.
- Csokimocsár. Három nutellás kenyérbe kell egy-egy pingponglabdát bedobni
- Csóváld a jojót. A játékosnak a csípőjére kötözött jojó segítségével kell öt üdítős dobozt levernie az emelvényekről.
- Doboz a dróton. Hat üdítős dobozt kell a húzójuknál fogva fellógatni egy függőleges drótra anélkül, hogy leesnének. Ha három másodpercig megállnak a dobozok, a feladat teljesítve.
- Egyensúlyzavar. Ebben a feladatban egy villanykörtére kell elhelyezni egy tojást, ami három másodpercig megáll. A villanykörtére sót kell szórni, ezzel lehet beágyazni a tojást. A tojásban lévő folyadék fajsúlya még bizonytalanabbá teszi az építést.
- Egykezes mutatvány. Egy 150 darabos papírzsebkendő-csomagot kell egy perc alatt mindössze egy kéz használatával teljesen kiüríteni.
- Ejtőernyős tantusz. A játékosnak egy kétszázast kell egy asztallapon megpattintani olyan erővel és ívben, hogy az érme beleessen egy 2 méterre lévő üvegtartályba.
- Elektrosokk. A játékos két kezére és lábára egy-egy lépésszámlálót rögzítenek. A cél, hogy egy perc gyors mozgás után a négy számlálóval összesen legalább 500 pontot elérjünk.
- Éljen a király. Egy tálcáról kell lefordított kártyalapokat lefújni úgy, hogy a négy felfordított király A tálcán maradjon.
- Extrém pohárhernyó. A játékos megpattint egy pingponglabdát, a pohárhernyóval elkapja, majd az alsó poharat a tetejére rakja. Ezt megismétli mind a nyolc pohárral. Az egyre több labda miatt a hernyó egyre ingatagabbá válik.
- Extrém pohárpiramis. A pohárpiramishoz hasonló játék, csak 21 pohárból épül és egy kézben tartott pizzásdobozra kell építeni.
- Ezermester. Három kis pohárba kell eljuttatni egy-egy pingponglabdát egy mérőszalag segítségével.
- Fogtündér. Páros játék. A játékosoknak a sapkájuk ellenzőjével kell eljuttatni fejenként egy fogkefét egyik tartóból a másikba.
- Fordított piramis. Üdítős dobozokból és papírtányérokból kell ötemeletes fordított piramist építeni, ami három másodpercig áll.
- Fordul a kocka. A játékosnak egy pohárral kell felvennie három, négy majd öt dobókockát felvennie, majd megforgatva őket kell tornyokat építenie.
- Frizbi. A játékos körül 12 felfordított frizbi, odébb 12 üdítős doboz, rajtuk egy-egy pingponglabda. Úgy kell eltolni a frizbit, hogy a pohár feldőljenek, a labda pedig a frizbiben landoljon. Ezt ötször kell megismételni.
- Fürge ujjak. Két 150 darabos papírzsebkendős dobozt kell kiüríteni úgy, hogy a két kezet felváltva mozgatjuk.
- Golf-áramlat. A játékosnak három golflabdát kell egymásra helyeznie.
- Golyócsapda. Három üveggolyót kell úgy elgurítani, hogy megálljanak az asztal végén a kétoldalú ragasztószalagban. Ha túl gyengén gurítanak, nem jut el a célig, ha túl erősen, nem fog megragadni.
- Gumiarc. A feladatban a versenyző egy kekszet helyez a homlokára, és kizárólag az arcizmait használva kell eljuttatnia a szájához.
- Gumicsali. A játékosnál egy horgászbot, a végén egy gumihernyó. A hernyót szájjal meg kell nedvesíteni, majd a távolabbi tálba helyezni, amiből ki kell emelni egy sós perecet, amit el kell juttatni a szájhoz. A csalihoz nem szabad kézzel hozzáérni.
- Gyerek játék. A játékosnak egy a fején lévő tányéron kell egymásra rakni három kockát. Mindhárom kockán egy-egy betű, "A", "B" illetve "C" szerepel, és ABC sorrendben kell őket rakni.
- Győzd le a gravitációt. A játékosnak három lufit kell egy percig a levegőben tartania, egy sem eshet le.
- Hangoló. 12 pohárban különböző mennyiségben víz, a játékosnak sorba kell őket állítania úgy, hogy kijöjjön a Tavaszi szél vizet áraszt című népdal.
- Harapj rá!. A játékosnak öt különböző nagyságú papírzacskót kell foggal felvenni, és azokat emelvényre helyezni. A lábakon kívül egy testrész sem érintheti a földet.
- Harisnyahalász. A feladatban két 200 forintos érmét kell kiszedni egy harisnyanadrág két szárából. A játékos csak a két kezét használhatja, amik egymástól függetlenül mozognak.
- Hármasugrás. Három papírtányéron kell megpattintani egy pingponglabdát úgy, hogy a labda beleessen egy vödörbe.Ha nem középen pattan, eltérhet a helyes iránytól.
- Hóhér meló. Egy állványra kell fellógatni hat vállfát, amelynek három másodpercig nem szabad felborulnia. A tökéletes egyensúlyhoz pont középen kell felakasztani a vállfát.
- Hullámszerva. Egy törülköző meglegyintésével kell eljuttatni egy pingponglabdát két méter távolságra egy vödörbe.
- Jolly Joker. Egy egész kártyapakli áll egy üveg száján. A játékosnak le kell fújni róla 51 lapot, az ötvenkettedik, a jolly joker fent kell maradjon.
- Katapult. A versenyzőnek egy kanállal további kanalakat kell négy pohárba belenőni, mind a négyben kell lennie kanálnak.
- Kávészünet. A játékosnak egy cd-t kell egy kávéspohárra rádobni úgy, hogy az megálljon rajta.
- Kekszszarvú. Hét kekszet kell kézzel a homlokra helyezni három másodpercre. Ha leesnek újra fel lehet venni, de a kekszekbe beleharapni tilos.
- Kekszvarázs. A játékos tálcára helyez egy kekszet, feldobja, és esés közben megfordítja a tálcát. Ha sikerül, felvesz egy újabb kekszet, végül nyolc kekszet úgy feldobnia, hogy a tálcán landoljanak, egyszer sem eshetnek le.
- Keljfeljancsi. A játékosnak 10 üvegből egyet úgy kell feldobnia egy asztalra, hogy az állítva landoljon. Az üveg nincs tele, a benne lévő folyadék nehezíti a feladatot.
- Kettőt egy csapásra. A játékosnak egy kézzel kell megpattintani egyszerre két pingponglabdát úgy, hogy azok két különböző pohárba érkezzenek.
- Kigolyózás. A játékosnak hason fekve kell 20 üveggolyó segítségével felborítani egy ceruzát.
- Kockatorony. A játékos hat dobókockából épít tornyot egy szájban tartott jégkrémpálcikára.
- Kosárfej. A játékosnak úgy kell megpattintani a labdákat egy falon, hogy el tudja kapni őket a fejéhez rögzített kosárral. Három kosarat kell elkapnia.
- Kupakolás. A kupak fejjel lefelé áll az üveg száján. A játékosnak ki kell ütnie a kupakot egy golflabdával úgy, hogy a labda meg is álljon az üveg száján. Három labda sikeres ledobása elég.
- Kupaktanács. A játékosnak a körben fekvő kupakokból egyet bele kell pattintania középen a pohárba.
- Labdacsata. Páros játék, a játékosoknak labdákat dobálva kell fejenként két pingpongütőt felborítani.
- Labdafogó. A flipperhez hasonló játék. A játékosnak iratkapcsok között kell átküldenie három labdát úgy, hogy a végén a felfordított iratkapcsokban landoljanak.
- Lámpaoltás. A játékosnak hat falra rögzített gombos lámpát kell lekapcsolnia labdák segítségével. A probléma csak az, hogy a már lekapcsolt lámpa újra felgyulladhat.
- Láncreakció. Négy kávéspoharat kell felállítani egy ferde asztalra olyan távolságra, hogy az elsőt meglökve sorban meglökjék egymást, és az utolsó beleessen egy kukába.
- Lapjárás. 20 kártyalapot kell egyesével szétválogatni (10-esek, bubik, dámák, királyok, ászok).
- Lasszóvető. A játékosnak egy fonalgombolyag segítségével kell öt üdítős dobozból kettőt leverni. Egy emelvényen két doboz áll egymáson, csak a felső dobozt kell leverni, az alsónak állva kell maradnia.
- Légörvény. A játékos kezében egy tálcán 67 piros és 3 sárga golyó. A játékosnak csak a pirosakat kell lefújnia.
- Lehallgatás. Nyolc üdítős doboz, mindegyikben különböző mennyiségű ötforintosok 5-től 40 forintig. A játékosnak csak a füleire hagyatkozva kell a dobozokat érték szerinti sorrendbe állítani.
- Lemezlovas. Egy CD-t kell kb. derékmagasságból rádobni egy álló ceruzára úgy, hogy az a CD lyukán átjusson.
- Lufifröccs. A játékosnak egy szórófejes flakonnal kell vizet fújnia egy lufira, így irányítva bele egy vödörbe. Sem a spriccelő, sem a játékos nem érhet a lufihoz, csak a víz. Ha túl sok vizet fújnak a lufira, lehúzza, mielőtt célba érne. Összesen két lufit kell célba juttatni.
- Lufitornádó. Egy felfújt lufit leeresztve, a kiáramló levegővel kell lesöpörni 15 poharat az asztalról.
- Lyukérzék. Egyre csökkenő méretű tűk lyukaiba kell fonalat tűzni.
- Mágikus henger. Páros játék. Az egyik játékos labdákat dobál a játéktér túloldalára, ahol a másik játékos portalanító hengerekkel megpróbálja elkapni őket. Hengerenként hármat kell elkapni.
- Mandiner. A játékosnak úgy kell ledobnia egy labdát, hogy az megpattan egy tányéron, onnan átpattan a másik tányérra, és a kettő közötti vízzel teli tálban landol.
- Müzlidominó. 12 müzlisdobozból kell dominósort építeni úgy, hogy a tizenharmadik-ami egy emelvényen áll-tartalma a tálba boruljon.
- Ne nézz madárnak!. Két tollat kell fújással egy percig a levegőben tartani. Egy toll sem eshet le, és nem érhetnek a játékos testéhez.
- Ninja kártya. Egy fél görögdinnyébe kell dobócsillag módjára behajítani egy kártyalapot, aminek három másodpercig a dinnyében kell maradnia.
- Óriás dominó. 11 csomag nyomtatópapírból kell egyenes dominósort építeni úgy, hogy az utolsó megüsse a sor végén lévő csengőt. Noha ez nem a klasszikus dominóépítés, itt is fontos a megfelelő távolság a csomagok között.
- Ormányos jeti. A játékos egy piros vonal két oldalán egy-egy lábbal áll, a fején egy harisnya, aminek egyik szárában egy baseball-labda. A labda segítségével kell két oldalon négy-négy üveget felborítania úgy, hogy nem érhet a piros vonalhoz.
- Orrpamacs. A játékos vazelinbe mártja az orrát, majd felvesz vele egy vattacsomót, amit el kell juttatni a másik tálig, összesen hatszor. Ha túl kevés a vazelin, nem ragad meg a vatta, ha túl sok, nem fog lejönni(kézzel tilos hozzányúlni).
- Papírsárkány. A játékosnak körbe kell futnia 1 percig úgy, hogy a sapkájához rögzített papírsárkány végig a levegőben maradjon.
- Partviskosár. A feladatban a labdákat úgy kell elgurítani, hogy egy partvisnyélen megpattanva a három különböző magasságban lépcsőszerűen elhelyezett kosárba essenek.
- Pillecukor. A versenyző egy partvissal megüti a papírtányérokat, amin pillecukrok fekszenek, majd a cukrokból négyet egy bögrével megpróbál elkapni.
- Pohárhernyó. 39 kék és egy piros műanyag pohár oszlopba szedve, a piros legalul. A játékosnak felülről kell váltott kézzel alulra tenni a poharakat. A feladat akkor teljes, ha a piros pohár visszakerül legalulra.
- Pohárpiramis. A játékosnak 36 pohárból kell piramist építenie, majd a poharakat átlós soronként összegyűjteni.
- Pokoli torony. Négy pohártoronyból és három darab papírból kell tornyot építeni, majd úgy kirántani a papírokat, hogy a poharak egymásra essenek.
- Polip. A játékosnak 12 felfordított palack alól kell egy színes szalagot kirántani úgy, hogy legalább kettő megáll a szájával lefelé.
- Popsi ping-pong. A játékos csípőjén egy papírzsebkendős doboz, benne 8 pingponglabdával. A cél: mozgással kirázni mind a 8 labdát.
- Repülő pohár. A játékosnak egy papírpoharat kell egy ütéssel egy üvegre dobni. Ha túl kicsit üt, a pohár nem jut el a célba, ha túl nagyot, elrepül.
- Részeges múmia. A játékosnak egy tekercs WC papírt kell kinyújtott karral forogva magára csévélni, a papír egyszer sem szakadhat el.
- Rózsaszín elefánt. A versenyző homlokára egy hosszú rugós spirált erősítenek. A játékosnak úgy kell ezt a játékszert rugóztatni, hogy fel tudja lendíteni a feje tetejére.
- Röppentyű. A játék során egy röppentyűt kell eljuttatni három és fél méterre egy célzónába.
- Rugdalózó. A játékban hanyatt fekve kell egy percig rugdosó mozgást végezni(a lábak nem érhetik a földet), és a két talphoz rögzített lépésszámlálóval összesen legalább 250 pontot elérni.
- Rúzstorony. Evőpálcikák segítségével kell négy szájfényből tornyot építeni.
- Selyemcsúszda. A játékot párban játsszák. A felek két oldalról tartanak egy darab fogselymet, amin egy fogkefét kell beegyensúlyozni a középen lévő pohárba.
- Sortűz. A játékot párban játsszák. A játékosok az asztal két oldaláról egyszerre pattintanak meg pingponglabdákat asztalon úgy, hogy az az előttük lévő pohárban landoljon. A cél az, hogy 1 perc alatt 24 pohárban legyen labda. Nem kötelező a 12-12-es megoldás, lehet, hogy az egyik játékos gyorsabban halad, a lényeg, hogy valahol összeérjenek.
- Sufni flipper. Három üveggolyót kell egy ferde asztalon tartani egy kanál hátsó felével, egy golyó sem eshet le.
- Süllyesztő. 10 üvegben golyóstollak, amiket egy fakanállal kell leütni úgy, hogy mind a tíz toll víz alatt legyen egyszerre.
- Szájról szájra. Az alsó üveg rendesen áll, a felső fejjel lefelé, közöttük egy ezer forintos. A játékosnak négyből egyszer úgy kell kirántani a bankót, hogy az üvegek a helyükön maradnak.
- Szélmalomharc. Két tekercs szalagot kell páros karkörzéssel felcsévélni. Ha az egyik szalag elszakad, fel lehet venni, és folytatni lehet.
- Szerencsepatkó. Az asztal egyik végében egy patkóban egy piros, egy sárga meg egy zöld labda, a másik végén sorban egy zöld, egy sárga, meg egy piros patkó. A játékosnak át kell fújnia a labdákat a megfelelő színű patkóba.
- Szerencsepénz. A játékosnak egy méterről kell egy 200-ast beleejteni egy vízzel teli edénybe, de a cél az, hogy a pénz az edényben lévő feles pohárban landoljon. Ezt háromszor meg kell ismételni.
- Szívd fel magad. A játékosnak egy szívószállal kell eljuttatnia négy cukorkát a távolabb lévő négy szívószál tetejére. A cukroknak három másodpercig fent kell maradniuk.
- Szorult helyzet. 7-ből kétszer úgy kell kirántani egy palackot egy tartály és egy golflabda közül, hogy a labda beleessen a tartályba.
- Szűzérme. A játékosnak öt darab kétszázast kell egyesével megpörgetnie, majd egy ujjal úgy megállítani, hogy az élén álljon.
- Tartsd meg az aprót!. Egy ezrest kell úgy kirántani egy pohár pereme és öt darab 200-as közül, hogy az érmék a pohár tetején maradnak. 8-ból kétszer kell sikerülni.
- Tedd sínre. A játékosnak iratkapcsokból kell sínt építenie 3 radíron keresztül, majd elindítani egy üveggolyót úgy, hogy a sín végén lévő pohárban landoljon. A három radír nincs egy vonalban.
- Tenisztérd. A játékos a térdei között szorítva tart egy teniszütőt. A feladat, hogy egy pingponglabdát eljuttasson az ütő egy megjelölt lyukára.
- Tésztanyárs. Hat darab nyers pennét kell felhúzni a szájban tartott nyers spagettire. Ha eltörik, újra lehet próbálkozni, de csak ha mind a hat tésztát fel lehet húzni. Kézzel tilos a tésztákhoz nyúlni.
- Tiltott gyümölcs. Öt starking almából kell tornyot építeni. Ha a torony összedől, újra kell próbálkozni.
- Tojásfutam. Egy tálcán végigforgatott tojással kell három öntapadó matricát összegyűjteni. A tojás nem eshet le.
- Tojásgolf. Egy vízzel félig teli poháron egy papírtányér, azon egy WC-papír guriga, azon meg egy tojás. A játékosnak egy partvissal kell kilöknie a papírtányért úgy, hogy a tojás beleessen a pohárba. 12-ből 9-szer kell megcsinálni.
- Tojáshajsza. Három tojást kell eljuttatni egy célzónába egy pizzásdobozzal legyezgetve meg csapkodva.
- Tojástorony. Négy tojásból és négy papírgurigából kell tornyot építeni.
- Tojástranszport. Egy gumigyűrűvel kell átvinni a tojást egyik üvegről a másikra.
- Torpedó. A játékosnak el kell süllyesztenie a vizes tálban úszó két poharat úgy, hogy golyókat dobál beléjük.
- Tripla placcs. Három pingponglabdát kell átfújni az egyik vizespohárból a másikba. A poharak közötti távolság egyre nő.
- Unod a banánt?. A játékosnak egy, a csípőjére kötött banán segítségével kell két narancsot eljuttatni egy fektetett hulahopp-karikába.
- Úszó torony. Egy vízzel teli tálon úszó tálcára kell öt üdítős dobozból tornyot építeni.
- Üdítő egyensúly. A játékosnak három üdítős dobozt kell az élén megállítania úgy, hogy leissza a megfelelő mennyiséget. Ha túl keveset iszik, a doboz felborul, ha túl sokat, visszadől alapállásba.
- Üvegcsapda. Az üveg nyakára tett chipses dobozt kell egy pingponglabdával eltalálni, hogy a doboz ráessen az üvegre. Ötből kétszer kell sikerülnie.
- Üvegpálya. A játékosnak nyolc lefordított üvegből kell utat építenie, majd elfújni rajta egy golyót úgy, hogy az a végén lévő pohárban landoljon.
- Vaklabda. A játékosnak, miután bekötötték a szemét és egy kicsit megpörgették, fel kell vennie négy különböző magasságban elhelyezett labdából kettőt. Egy hozzátartozó szóban irányíthatja a játékost.
- Varázsceruza. A ceruzát a radíros végén kell megpattintani úgy, hogy beleessen egy pohárba. Ezt hétszer meg kell ismételni.
- Vasember. Páros játék. A játékosoknak három golyót kell eljuttatni egy vasalódeszkán elhelyezett három lyukra.
- Veszett kutya. A játékot párban játsszák, de lehet egyéni feladat is. A versenyzők a szájukba vesznek egy vonalzót, és a két végére erősített cukrosdobozokból kell kirázni a cukrot.
- Villa bowling. Egy elfektetett villa fokai közé kell begurítani egy 200-ast. Nem könnyű feladat, az érme könnyen eltérhet a jó iránytól.
- Visszakézből. A játékos a kézhátára helyez két ceruzát, feldobja, majd elkapja őket. Ezt hatszor meg kell ismételni úgy, hogy minden állomásnál hozzátesz még két ceruzát, így a végén 12 ceruzával hajtja végre a mutatványt.
- Víztorony. 4 vizesballonból kell tornyot építeni.
- Vonalzó zsonglőr. Egy üveggolyót kell végiggurítani egy egyméteres vonalzón, majd megállítani a végén lévő lyukon.
- Vulkán. Talán mindenki tudja, mi történik, ha mentolos cukrot dobunk egy üveg kólába. A játékban mindezt egy emelvényről kell elérni. Ha kitör a vulkán, a feladat teljesítve.
- Zenedominó. 20 CD-tokból kell egy kis pohár köré dominósort építeni úgy, hogy az utolsó egy kukába essen.
- Zombijárás. 3 rudat kell felvenni, majd egyszerre letenni őket. A rudak végén elemek egyensúlyoznak, amik nem eshetnek le.
- Zsebpeca. Evőpálcikából, zsinórból és gemkapocsból összeállított horgászbotot szájban tartva kell összeszedni négy kulcsot. Ha a kulcsok odébb csúsznak, kézzel nem lehet őket megigazítani.